# Samsung Galaxy M30s
El Samsung Galaxy M30s es un phablet con Android fabricado por Samsung Electronics como parte de su línea Galaxy M de primera generación, como sucesor del Samsung Galaxy M30. El teléfono funciona con Android 9 (Pie), con la capa de personalización One UI de Samsung, 64 o 128 GB de almacenamiento interno y una batería Li-Po de 6000 mAh. El M30s se lanzó el 18 de septiembre de 2019. Cuenta con una matriz de cámara triple trasera compuesta por una cámara gran angular de 48 MP, una cámara ultra gran angular de 8 MP y un sensor de profundidad de 5 MP.

## Especificaciones

### Hardware
El Samsung Galaxy M30s viene con una pantalla Super AMOLED Infinity-U FHD+ (1080×2340) de 6.4″ con una muesca en forma de U para la cámara selfie, similar al Samsung Galaxy M30. Esto da como resultado una relación pantalla-cuerpo del 91%. La pantalla tiene una relación de contraste de 78960:1 y un brillo máximo de 420 nits. El teléfono tiene versiones de 4 GB y 6 GB de RAM, con 64 GB o 128 GB de almacenamiento interno, respectivamente. El almacenamiento para ambas versiones es ampliable hasta 1 TB a través de una tarjeta microSD. El teléfono tiene una batería Li-Po de 6000 mAh que admite carga rápida por cable de 15 W. La batería es la más grande para un teléfono inteligente Samsung y la más grande para un teléfono inteligente lanzado en la India. Tiene un escáner de huellas dactilares en la parte posterior. El teléfono tiene el sistema en un chip Exynos 9611 que comprende un octa-core con CPU de 10 nm con 4 × 2.3 GHz Cortex-A73 y 4 × 1,7 Clústeres Cortex-A53 de GHz y GPU Mali -G72 MP3.

#### Cámara
El conjunto de cámaras traseras está montado en una protuberancia rectangular. Hay una cámara gran angular de 48 MP con apertura f/2.0, tamaño de píxel de 0,8 µm y autoenfoque de detección de fase. Hay una lente ultra gran angular de 8 MP con apertura f/2.2, distancia focal de 12 mm y campo de visión de 123°. Finalmente, hay un sensor de profundidad de 5 MP con apertura f/2.2. Tiene un modo nocturno que aumenta el brillo en niveles bajos de luz, al tiempo que reduce el ruido, y un modo de enfoque en vivo que crea un efecto Bokeh a través del sensor de profundidad. La cámara admite grabación de video 4K a 30 fps, video superestable, hiperlapso, video en cámara lenta y HDR. Además, cuenta con la tecnología de optimización de escenas de Samsung que reconoce 20 escenas diferentes mediante IA y ajusta automáticamente la configuración de la cámara. Tiene una cámara selfie de 16 MP ubicada en la muesca de la pantalla.

### Software
El Samsung Galaxy M30s ejecuta el sistema operativo Android 11 con la capa de personalización One UI de Samsung, la cual reposiciona el área táctil en las aplicaciones de Samsung hacia abajo, lo que hace que la interfaz de usuario sea más fácil de usar con una sola mano en una pantalla grande. Las funciones del M30s incluyen Bixby (aunque el botón Bixby no está presente), Google Assistant, Samsung Health y Samsung Pay.

## Recepción

### Recepción de la crítica
El teléfono recibió críticas generalmente positivas de los críticos, y su cámara recibió la mayoría de las críticas. NDTV le dio al teléfono una puntuación de 8/10, elogiando la batería, la pantalla y el rendimiento, mientras criticaba la cámara. Android Authority le dio al teléfono una puntuación de 8.2/10, elogiando la pantalla, la calidad del audio y el rendimiento, al mismo tiempo que criticaba que la cámara y el teléfono se calentaban durante los períodos de uso intensivo. The Mobile Indian también describió positivamente la pantalla, la batería y el rendimiento, mientras que describió negativamente el rendimiento de la cámara con poca luz y el diseño trasero de plástico. Finalmente, Business Standard India describió positivamente los aspectos generales del teléfono, incluyendo la batería, y criticó la cámara.

### Problemas con el dispositivo
Muchos usuarios informaron que los dispositivos Samsung que usan el SoC Exynos 9611 a menudo se congelan y se reinician automáticamente después de actualizar o actualizar a una versión más nueva de Android, siendo el Galaxy M30s el más afectado. Algunos usuarios informaron que el teléfono enfrenta problemas relacionados con la conexión a redes LTE. Además, algunos usuarios informaron que el teléfono se calentaba durante el uso intensivo, lo que también fue criticado por algunos revisores.